# Szendrey-Karper László
Szendrey-Karper László (Budapest, 1932. január 28. – Budapest, 1991. február 12.) gitárművész, főiskolai tanár. Elévülhetetlen érdemeket szerzett a művészi gitárzene magyarországi elismertetésében és oktatásának megteremtésében. Felesége Ágai Karola (1927–2010) Liszt Ferenc- és Kossuth-díjas magyar opera-énekesnő.

## Életpályája

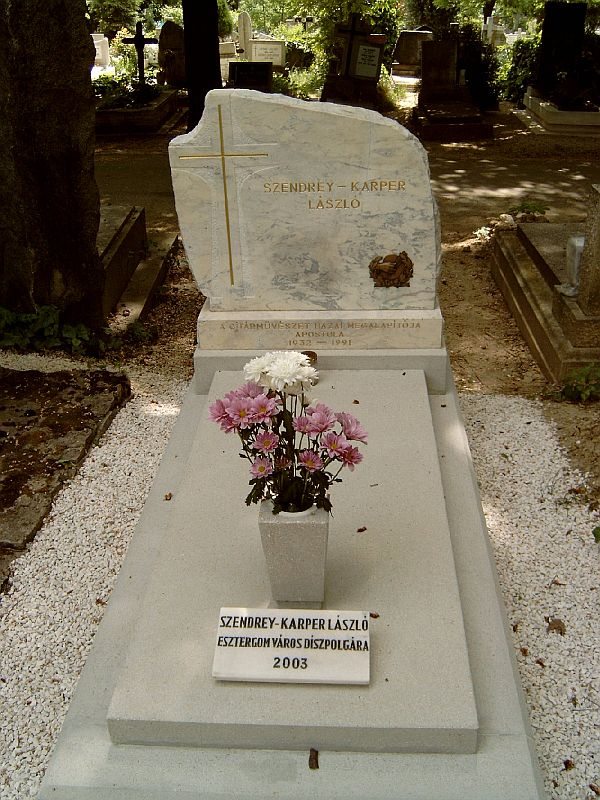
Szendrey-Karper László sírja Budapesten. Farkasréti temető: 25-1-72.

Édesapja orvos, édesanyja pedagógus volt. Ötévesen játszott először gitáron. Hétévesen, az akkori lehetőségeknek megfelelően, magánúton kezdett rendszeres hangszertanulásba. Előbb dr. Kárpáthy Ernő, majd Kováts Barna oktatta. Tizenhat éves volt, mikor először szerepelt a Magyar Rádióban. Mivel ifjúsága idején még nem létezett Magyarországon felsőfokú gitároktatás, 1950-ben a Műegyetem építészmérnöki karának hallgatója lett, de két év múlva otthagyta a műszaki tanulmányokat, és a „hajlamainak” jobban megfelelő Bartók Béla Konzervatóriumba iratkozott be. Zeneszerző-növendék volt Sugár Rezsőnél, kiegészítő stúdiumokat folytatott Hammerschlag Jánosnál, Rácz Aladárnál, Zathureczky Edénél, Csuka Bélánál. 1955-ben aranyérmet nyert a varsói Világifjúsági Találkozón. 1957-től az Országos Filharmónia szólistájaként szerepelt. Koncertjein először hallhatott szélesebb magyar közönség klasszikus gitárműveket és gitáros kamarazenét.
1953-tól, gyakorlatilag az országban egyedül, fáradozott a szervezett gitároktatás megteremtésén. Előbb a Magyar Néphadsereg egyik zeneiskolájában, majd 1961-től a Bartók Béla Zeneművészeti Szakiskolában. Az oktatáshoz a tananyagról is magának kellett gondoskodnia. 1966-ban sikerült megindítania a Zeneművészeti Főiskola Tanárképző Intézetében a gitártanárképzést. Televíziós oktatással is próbálkozott a színvonalas játék terjesztéséért: 1977-ben Hat húron pendülünk címmel készített sorozatot.
Leghíresebb átiratai a pedagógiai céllal született Kodály- és Bartók-feldolgozások. Előszeretettel játszotta Farkas Ferenc, Heitor Villa-Lobos, Segovia műveit. Számos magyar mű ősbemutatója fűződik nevéhez.
1968-tól volt az általa kitalált Bakfark Bálint Gitárzenekar művészeti vezetője.  Szendrey-Karper 1991-ben bekövetkezett halála után a zenekart felesége, Ágai Karola vezette tovább, Eötvös József gitárművész művészeti irányítása mellett.
1973-ban megalapította a Nemzetközi Gitárfesztivált és Szemináriumot az abban az évben ezeréves Esztergomban. A túlfeszített munka okozta korai haláláig a rendezvény művészeti igazgatója volt.
Számos nemzetközi versenyen működött közre zsűritagként.

## Díjai, elismerései
- Munka Érdemérem (1955)
- VIT-díj, I. fokozat (Varsó, 1955)
- Liszt Ferenc-díj II. fokozat (1962), illetve I. fokozat (1973)
- Érdemes művész (1983)
- Pro Arte Budapest (1985)
- Villa-Lobos-díj (1988, Brazília)
- Esztergom díszpolgára (2003. március 15.)

## Művei
- A gitártanítás módszertana (1976)
- 50 magyar népdal gitárra (1976)
- Gitárgyakorlatok és -darabok 1. – 8. kötet (1974–1985)
- Gyermekeknek. 60 tétel Bartók Béla sorozatából (1965)

## Hangfelvételei
- 10 nagylemez a Hungaroton kiadónál